# Geertruid ter Poorten
Geertruid ter Poorten (geboren vor 1399 in Deventer; gestorben 24. November 1452 in Diepenveen) war eine niederländische Ordensfrau im Kloster Diepenveen.

## Leben
Geertruid ter Poorten war die Tochter des Stadtrates von Deventer Johan ter Poorten (gestorben 1423) und Lutgerd (gestorben vor 1432). Sie hatte zwei Schwestern Swene und Aleid, die ebenfalls ins Kloster Diepenveen eintraten. Ihre Eltern engagierten sich stark in der Bewegung der Devotio moderna. Geertruid und Swene betraten am 21. Januar 1408 die Klausur des neuen Klosters Diepenveen. Genau ein Jahr später legten sie ihre Profess ab. Im Schwesternbuch von Diepenveen, in dem die Biografien der Schwestern aufgeschrieben wurden, ist zu Geertruid ter Poorten vermerkt, dass sie unter epileptischen Anfällen gelitten hat und aufgrund eines Knochenbruchs große Schmerzen hatte. Dennoch hat sie gearbeitet und mit einer guten Handschrift bekam sie die Aufgabe übertragen, Noten und Textbücher abzuschreiben. Sie hatte auch die Funktion einer höheren Schwester und begleitete Schwestern, wenn diese eine der seltenen Erlaubnisse erhalten hatten, mit jemanden von außerhalb des Klosters zu sprechen. Dies geschah getrennt durch eine undurchsichtige Fensterscheibe. Gertruid ter Poorten versäumte es dann nicht, den „Gast“ zu ermahnen und ihn anzuweisen, die Frau zu ehren und die Heiligen zu lieben. Im Jahr 1427 trat Geertruids Mutter Lutgerd in das Kloster ein, später folgte ihr ihre jüngere Schwester Aleid. Geertruid erlag 1452 am Vorabend des Festes der Heiligen Katharina, dem 25. November, der Pest.